# Селезёночно-гонадное слияние
Селезёночно-гонадное слияние — редкий врожденный порок развития, который является результатом аномальной связи между примитивной селезенкой и гонадой во время гестации. Часть селезеночной ткани затем опускается вместе с гонадой. 
Селезёночно-гонадное слияние бывает двух типов: непрерывное, где сохраняется связь между основной селезенкой и гонадой; и прерывистое, где эктопическая селезеночная ткань прикреплена к гонаде, но нет связи с ортотопической селезенкой. Пациенты с непрерывным типом спленогонадного слияния часто имеют дополнительные врожденные аномалии, чаще всего крипторхизм.
Впервые эта аномалия была описана в 1883 году Ойгеном Бостремом. С тех пор было задокументировано более 150 случаев этого порока развития. Это состояние считается доброкачественным. Сообщалось о нескольких случаях новообразования яичек в сочетании с селезёночно-гонадным слиянием. Описанные случаи имели место у пациентов с крипторхизмом в анамнезе, который связан с повышенным риском развития новообразований.
Селезёночно-гонадное слияние встречается как у мужчин, так и у женщин с соотношением 16:1 и наблюдается почти исключительно на левой стороне. Эта аномалия является диагностическим вызовом, но предоперационное подтверждение диагноза может помочь избежать ненужной орхиэктомии. При ультразвуковом исследовании мошонки эктопическая селезеночная ткань может выглядеть как инкапсулированная однородная экстратестикулярная масса, изоэхогенная с нормальным семенником. В массе могут присутствовать тонкие гипоэхогенные узелки. Наличие селезеночной ткани может быть подтверждено с помощью радиоизотопного исследования с технецием-99m.